# Artur Schmitt
Artur Schmitt (* 20. Juli 1888 in Albersweiler; † 15. Januar 1972 in München) war ein deutscher Offizier, zuletzt Generalleutnant der Wehrmacht und bayerischer Politiker der NPD.

## Leben
Schmitt absolvierte das Humanistische Gymnasium in Landau in der Pfalz und trat 1907 als Fahnenjunker in das 18. Infanterie-Regiment „Prinz Ludwig Ferdinand“ der Bayerischen Armee in Landau ein. Nach dem Besuch der Kriegsschule München zum Leutnant befördert, trat er Schmitt 1912 zur Schutztruppe über und wurde in Deutsch-Südwestafrika eingesetzt. Er nahm dort an den Kämpfen des Ersten Weltkriegs teil, wurde gefangen genommen, nach einem Fluchtversuch nach England überführt und 1918 nach Deutschland ausgetauscht. Schmitt wurde wieder in der Bayerischen Armee angestellt und diente im Juli 1918 als Hauptmann im Reserve-Infanterie-Regiment Nr. 1 in München.
Nach Kriegsende schloss er sich 1919 dem Freikorps Eulenburg an und kämpfte mit diesem in Litauen und Oberschlesien. Im Jahre 1920 wurde er bei der Bayerischen Polizei eingestellt und in Aschaffenburg und München eingesetzt. 1923 heiratete er Annemarie Hartmann, mit der er vier Kinder hatte.
1935 wurde er als Oberst zum Heer der Wehrmacht reaktiviert und im Infanterie-Regiment 38, erst in Göttingen, dann in Mainz und Wiesbaden verwendet. Noch vor Ausbruch des Zweiten Weltkriegs wurde er zum Generalmajor beim Feldzeug-Kommando XI in Hannover befördert.
Zu Kriegsbeginn wurde er als Kommandeur des Infanterie-Regiments 626 an der Oberrheinfront eingesetzt und nahm am 19. Juni 1940 mit einer Kampfgruppe Straßburg ein. Danach war er Kommandeur des Oberfeldzeugstabs 2 in Polen und Russland. Im September 1941 wurde er zur Panzergruppe Afrika versetzt, dort wurde er zunächst Kommandant des rückwärtigen Armeegebiets und im November Führer der Sollumfront. Bei der Einnahme der Festung Bardia geriet er Anfang Januar 1942 in britische Gefangenschaft. Diese verbrachte er in Kairo, Südafrika, Kanada und England, bis er 1948 entlassen wurde. Das Ritterkreuz des Eisernen Kreuzes wurde ihm am 5. Februar 1942 verliehen.
Nach der Entlassung lebte er kurz in Deutschland, bis er 1949 von der Arabischen Liga rekrutiert wurde. In Kairo wurde er als „Mr. Goldstein“ in einem Hotel im Zentrum einquartiert. Im Auftrage des ägyptischen Königs Faruk I., seines Cousins Adel Sabit und der Arabischen Liga sollte er eine gesamtarabische Armee aufbauen. Ägyptische Generäle intrigierten jedoch gegen ihn, worauf er 1950 kündigte und zurück nach Deutschland ging.
1966 wurde er für die NPD in den Bayerischen Landtag gewählt. Auf einem Wahlkampfblatt präsentierte er sich mit Wehrmachtsuniform, NS-Adler und Ritterkreuz mit Hakenkreuz. Im gleichen Zeitraum wandte er sich scharf gegen die Verwendung des Ritterkreuzes durch Willy Brandts Söhne im Film Katz und Maus.
Ulrich de Maizière versuchte, auf die Auswahl der an seinem Begräbnis Teilnehmenden Einfluss zu nehmen.